# Karl Flesch

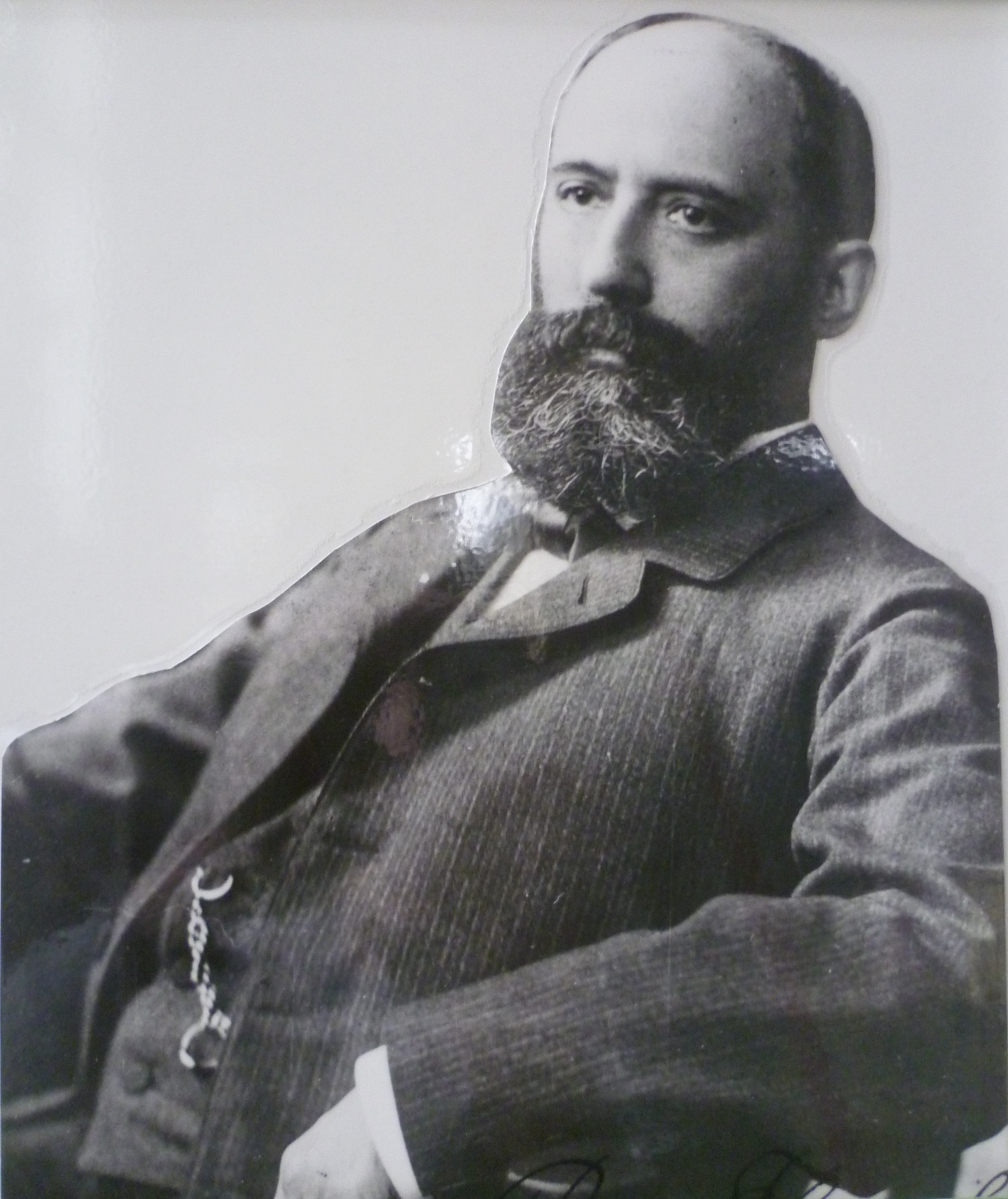
Karl Flesch

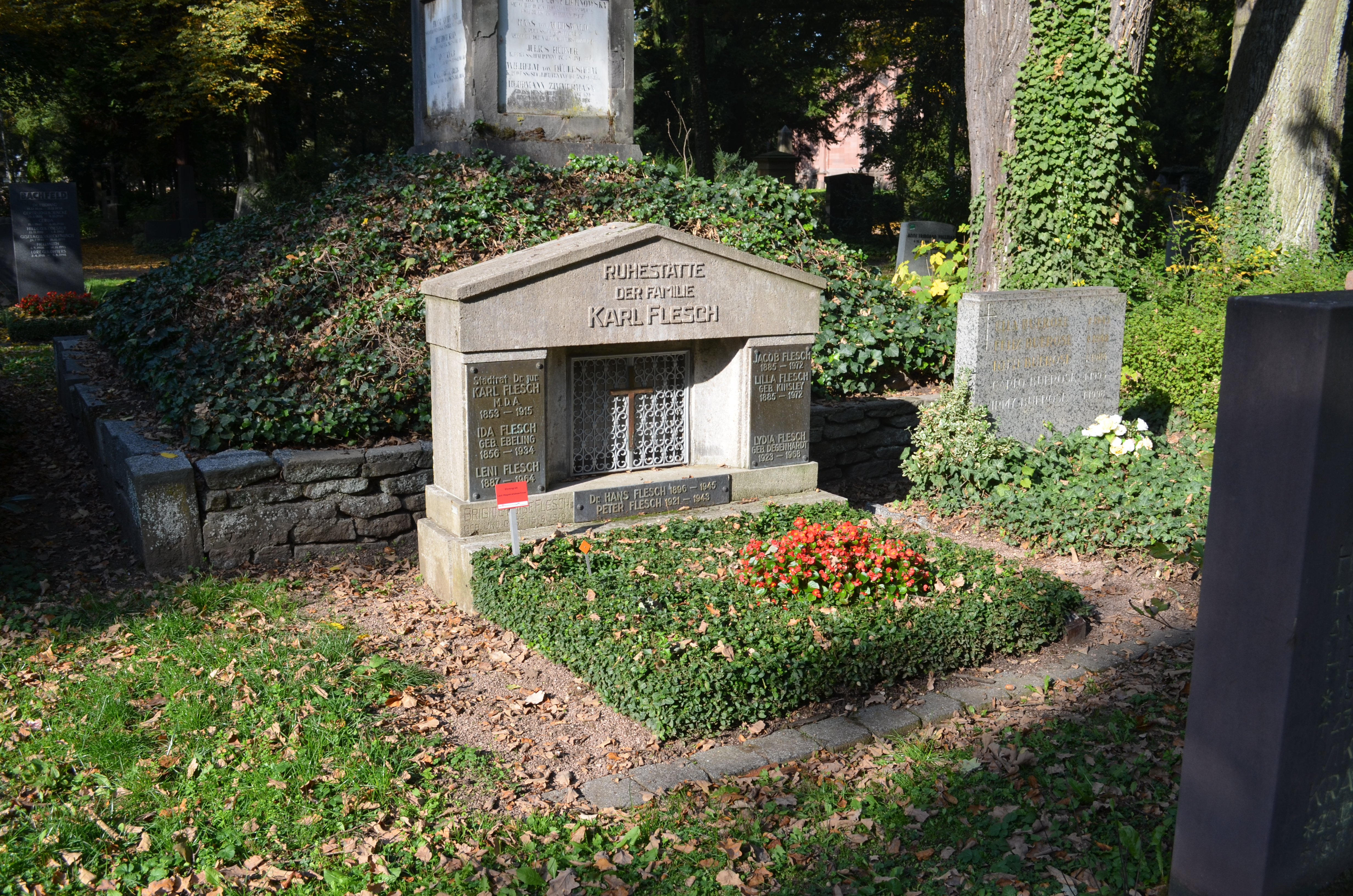
Ehrengrab von Karl Flesch auf dem Hauptfriedhof Frankfurt

Karl Ferdinand Moritz Flesch (geboren 6. Juli 1853 in Frankfurt am Main; gestorben 15. August 1915 ebenda) war ein Frankfurter Sozialpolitiker. Er war Rechtsanwalt, Stadtrat, Leiter des Armen- und Waisenamtes und Abgeordneter im preußischen Parlament.

## Leben
Karl Flesch wurde als jüngster Sohn des Arztes Jacob Gustav Flesch und dessen Frau Florentine, (auch Florence genannt) geborene Creizenach, geboren. Beide Elternteile stammten aus etablierten und angesehenen Frankfurter Familien. Sie waren seit 1851 verheiratet und konvertierten 1859 vom jüdischen zum protestantischen Glauben.
Flesch besuchte zunächst die Musterschule in Frankfurt, danach das heutige Lessing-Gymnasium und legte 1872 das Abitur ab. Er studierte in Heidelberg und Berlin Jura und schloss drei Jahre später mit Promotion ab. In Heidelberg gehörte er zu den Gründern der Verbindung Rupertia. Zusammen mit dem Strafverteidiger Bernhard Geiger ließ er sich 1880 in seiner Heimatstadt nieder. Er vertrat unter anderem wiederholt sozialdemokratische Arbeiter vor Gericht, obwohl er den sozialistischen Ideen ablehnend gegenüberstand. Ab 1884 saß er als Mitglied der Fortschrittlichen Volkspartei im Stadtrat und nahm im selben Jahr die Stelle des Leiters des Armenamtes der Stadt Frankfurt an. Zur gleichen Zeit heiratete er Ida Ebeling, mit der er fünf Kinder hatte. Flesch war Mitglied der Frankfurter Freimaurerloge Zur Einigkeit. Sein jüngster Sohn Hans Flesch (1896–1945) war einer der profiliertesten Rundfunkpioniere der Weimarer Republik. Ein weiterer Sohn war der Mediziner Max Flesch-Thebesius (1889–1983).

## Wirken
Sein erklärtes Ziel als Leiter des Armenamtes der Stadt Frankfurt war die dauerhafte Verbesserung der Lebensumstände der armen Bevölkerung. Er straffte die Struktur der Armenpflege und baute das in Frankfurt bereits etablierte Elberfelder System konsequent aus. Ein wesentliches Element seiner Armenpflege war die Förderung und der organisierte Einsatz ehrenamtlicher Armenpfleger. Zudem versuchte er, eine bessere Kenntnis und Verständnis in der Frankfurter Bürgerschaft für die Armen und deren Probleme zu schaffen. Unter anderem rief er den „Ausschuß für Volksvorlesungen“ ins Leben, der Arbeitern unentgeltlich Zugang zu Vorträgen ermöglichen sollte. Dieser organisierte weiterführend Volksvorstellungen im Theater, Volkskonzerte und Museumsführungen. Maßgeblichen Anteil hatte er auch an der Gründung der Heil- und Pflegeanstalt Kalmenhof in Idstein. Seine Ansätze zu einer schichtübergreifenden Kommunikation wurden sowohl von bürgerlichen Gruppen, wie auch von den Gewerkschaften zunächst skeptisch betrachtet, doch letztlich gelang ihm die Etablierung des Ausschusses. Zudem wirkte er bei der Gründung der Aktienbaugesellschaft für kleine Wohnungen mit.
Bemerkenswert ist auch sein wissenschaftliches Wirken: Er beschäftigte sich als Jurist vor allem mit arbeitsrechtlichen Fragen und konzentrierte sich auf die rechtliche Situation ungelernter Arbeiter in der Großindustrie. Er untersuchte mögliche Ursachen von Armut und ließ zu diesem Zweck Befragungen und statistische Erhebungen durchführen. Durch deren Veröffentlichungen versuchte er auf die Lebensumstände der Armen aufmerksam zu machen und erarbeitete gleichzeitig Lösungskonzeptionen. Nach seiner Überzeugung konnte eine langfristige Verbesserung nur durch eine staatliche Organisation der Armenfürsorge erreicht werden. Ab 1906 war er auch als Frankfurter Abgeordneter im preußischen Parlament tätig. Im Zentrum seiner politischen und rechtswissenschaftlichen Arbeit standen Freiheit, Gleichheit und Selbstbestimmung aller gesellschaftlichen Schichten und Subjekte, namentlich der Arbeiter.
Im Frankfurter Stadtteil Bornheim ist die Karl-Flesch-Straße nach ihm benannt.

## Schriften (Auswahl)
- Haftpflicht, Unfallversicherung und Normalarbeitstag privatrechtliche und sozialrechtliche Erörterungen. G. Pollner, München 1883.
- Die Ursachen der Armuth und die Krankenversicherung. J. C. C. Bruns, Minden i. Westf. 1886.
- Die Wohnungsnoth vom Standpunkte der Armenpflege. In: Schriften des Deutschen Vereins fur Armenpflege und Wohlthatigkeit. Duncker & Humblot, Leipzig 1888, Heft 4, S. 121–172.
- mit Heinrich Bleicher: Beiträge zur Kenntnis des Armenwesens in Frankfurt am Main und zur Armenstatistik. Gebrüder Knauer, Frankfurt 1890.
- Frankfurter Arbeiterbudgets . Haushaltungsrechnungen eines Arbeiters einer Königl. Staats-Eisenbahnwerkstätte, eines Arbeiters einer chemischen Fabrik und eines Aushilfearbeiters. Veröffentlicht und erläutert von Mitgliedern der Volkswirtschaftl. Sektion des Freien Deutschen Hochstiftes, Bevorwortet im Auftr. der Sektion von Stadtrat Dr. Karl Flesch, Gebrüder Knauer, Frankfurt am Main 1890.
- mit Friedrich Soetbeer: Sociale Ausgestaltung der Armenpflege. In: Schriften des Deutschen Vereins fur Armenpflege und Wohlthatigkeit. Duncker & Humblot, Leipzig 1901.
- Kommunale Betätigung auf dem Gebiete der Armenpflege und sozialen Fürsorge. Fischer, Wien 1907.